# Hoplocorypha lacualis
Hoplocorypha lacualis är en bönsyrseart som beskrevs av Giglio-tos 1916. Hoplocorypha lacualis ingår i släktet Hoplocorypha och familjen Thespidae. Inga underarter finns listade i Catalogue of Life.